# Misa cíclica
La misa cíclica es un arreglo musical del ordinario de la misa romana de la Iglesia católica practicado en la música del Renacimiento, en el que cada uno de los movimientos (Kyrie, Gloria, Credo, Sanctus y Agnus Dei) comparten un tema musical común, normalmente un cantus firmus, por lo que constituye un todo unificado. Esta fue la primera forma musical compuesta por varios movimientos en estar sujeta a un único principio organizativo en la historia de la música occidental.
El período de composición de esta clase de misas abarcó aproximadamente desde 1430 hasta alrededor de 1600. No obstante, algunos compositores especialmente en los centros musicales conservadores las siguieron escribiendo después de esa fecha. Los tipos de misas cíclicas incluyen la misa "motto" (o misa de motivo principal), la misa de cantus firmus, la misa paráfrasis, la misa parodia, así como misas basadas en diversas combinaciones de estas técnicas.

## Historia
Antes de que un único compositor escribiese completos todos los movimientos de la misa ordinaria, lo cual se convertiría en norma hacia mediados del siglo XV, los compositores solían elaborar pares de movimientos de misa. En muchos manuscritos de principios del siglo XV se encuentran pares de Gloria-Credo así como de Sanctus-Agnus Dei escritos por compositores como Johannes Ciconia, Arnold de Lantins y Zacara da Teramo. Si bien, es posible que algunos de estos compositores escribieran un arreglo completo de la misa, ningún arreglo cíclico completo hecho por un solo compositor se ha conservado hasta nuestros días. La Messe de Nostre Dame de Guillaume de Machaut (c.1300-1377), que data de antes de 1365 y es el primer arreglo completo de misa escrito por un solo compositor que se conserva, no es considerada generalmente una verdadera misa cíclica. Algunos ciclos de misas del período 1420-1435, especialmente del norte de Italia, muestran que los compositores tendían hacia una misa unificada, pero estaban resolviendo el problema de una manera distinta: a menudo se empleaba un tenor diferente para cada movimiento de la misa, que se unificaba estilísticamente de otro modo.
La misa cíclica probablemente se originó en Inglaterra. John Dunstable y Leonel Power fueron los primeros compositores conocidos por haber organizado una misa mediante el uso del mismo cantus firmus en cada movimiento. La Misa Caput en principio fue considerada una pieza anónima inglesa y posteriormente fue atribuida a Guillaume Dufay. En la actualidad dicha misa constituye "una de las composiciones más reverenciadas del siglo XV" y la pieza más influyente en la práctica continental. Esta obra aparece en siete fuentes continentales distintas del siglo XV, más que cualquier otra misa anterior a la década de 1480. Entre otras características, fue la primera obra de gran influencia que utilizó una línea de bajo escrita libre por debajo del tenor cantus firmus. A consecuencia de la difusión de la Misa Caput, los compositores normalmente añadían esta voz grave en sus texturas polifónicas después de mediados de siglo, lo que permitió una flexibilidad armónica y cadencial de la que se carecía anteriormente.

## Técnicas

### Misa "motto"
El primer método consistente utilizado para organizar los movimientos de la misa fue el uso de un motivo principal, también conocido como "motto". En este caso, un tema o fragmento temático reconocible comenzaba cada una de las secciones importantes de la misa. Muchas misas "motto" se unificaron también por otros medios, pero ese procedimiento no era necesario. Un primer ejemplo de misa "motto" es la Misa verbum incarnatum de Arnold de Lantins, escrita alrededor de 1430, en la que cada movimiento está relacionado con el uso de un motivo principal. Además, los movimientos contienen referencias sutiles al motete O pulcherrima mulierum de este mismo autor. Muchas de las misas de Dufay utilizan la técnica del motivo principal, incluso cuando se emplean otras como el cantus firmus. La técnica "motto" era común en el continente, pero poco frecuente entre los compositores ingleses.

### Misa decantus firmus
A lo largo de finales del siglo XV la técnica del cantus firmus fue con mucho el método más utilizado para unificar a las misas cíclicas. El cantus firmus, que en un primer momento se tomaba del canto gregoriano, pero más tarde por otras fuentes como las chansons seculares, por lo general se disponía en notas más largas en la voz de tenor (la siguiente a la más grave). Las otras voces podrían ser utilizadas de muchas maneras que podían ir desde la polifonía libremente compuesta al canon estricto, pero la textura es predominantemente polifónica aunque no imitativa. En algunos casos, el cantus firmus aparecía también en otras voces además del tenor, con libertad que aumentaba a medida que el siglo tocaba a su fin. Las chansons seculares se convirtieron en la fuente preferida de la que extraer el cantus firmus en tiempos de Ockeghem y su generación (el último tercio del siglo XV), y los compositores comenzaron a escribir las suyas propias. Por ejemplo la Misa au travail suis de Ockeghem se basa en una chanson suya del mismo nombre.
Ockeghem fue un compositor particularmente experimental y escribió probablemente el primer ejemplo de una misa organizada íntegramente por canon: la Misa prolationum. En lugar de estar basada en un arreglo de cantus firmus, cada movimiento es un canon mensurado, con el intervalo de imitación que va desde el unísono a la octava en el transcurso de la misa. Leeman Perkins calificó esto como "el logro más extraordinario del contrapunto del siglo XV" y lo comparó en el ámbito de aplicación y ejecución con las Variaciones Goldberg de Johann Sebastian Bach. Otra de las misas de Ockeghem, la Misa cuiusvis toni, está escrita de tal manera que puede interpretarse en cualquiera de los cuatro modos.
A principios del siglo XVI la técnica del cantus firmus ya no era el método preferido para la composición de las misas, salvo en algunas zonas alejadas de Roma y los Países Bajos (en particular, los compositores españoles utilizaban esa técnica en el siglo XVI). Otros métodos de organizar a las misas cíclicas son la paráfrasis y la parodia.

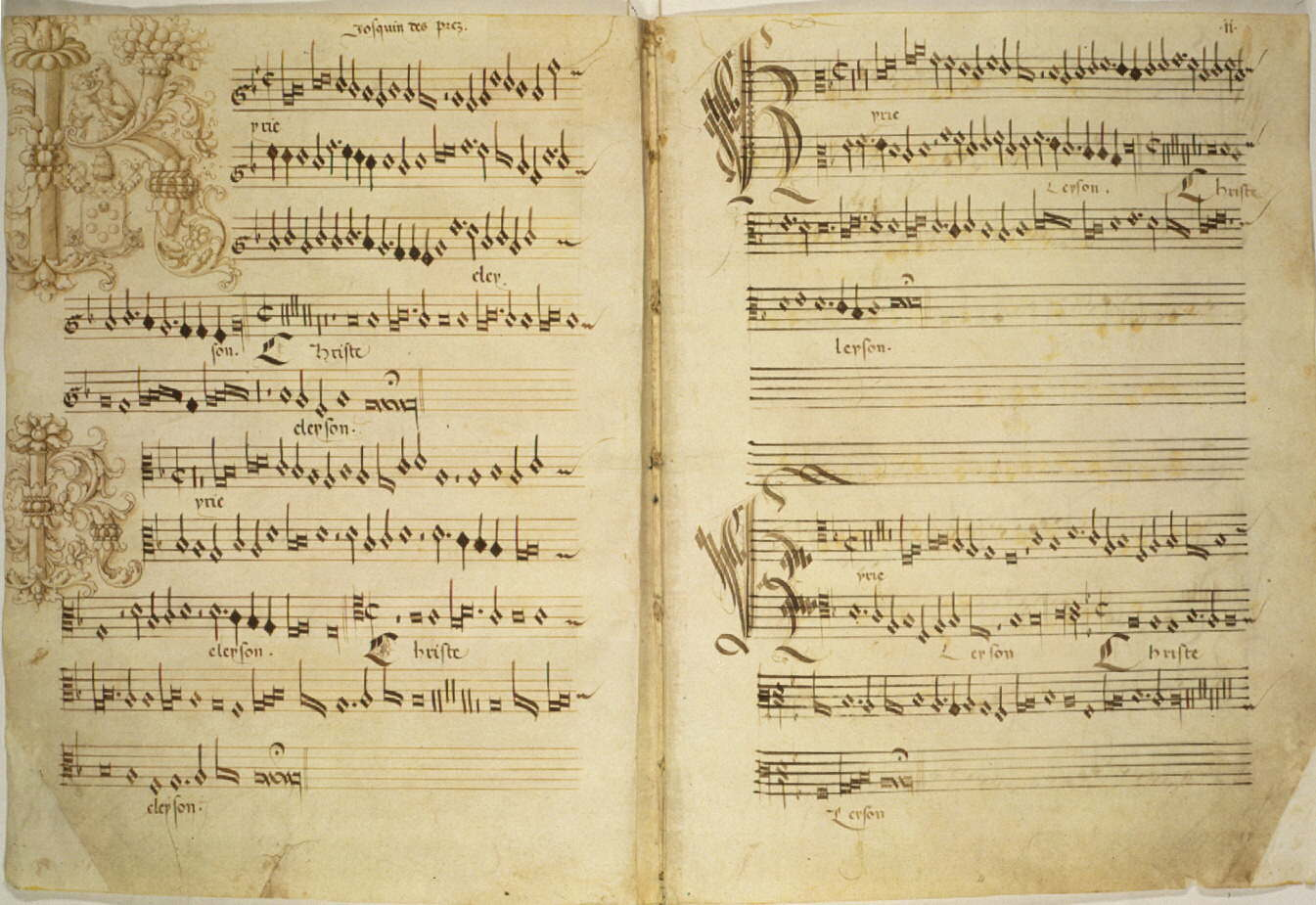
Misa de Beata Virgine de Josquin des Prez, es una misa paráfrasis. Cada una de las voces contiene una versión del canto llano original, elaborado o "parafraseado".

### Misa paráfrasis
En la misa paráfrasis una melodía de origen, que podía ser sacra o profana, se elabora generalmente mediante la ornamentación y a veces mediante la compresión. Por lo general, en este tipo de misas la melodía aparece en cualquier voz. La Misa Pange lingua de Josquin des Prez (c. 1520) es un ejemplo famoso. Palestrina también utiliza ampliamente esta técnica, sólo superada por la técnica de la parodia.

### Misa parodia
La misa parodia también se conoce como misa de imitación, ya que el uso de la palabra "parodia" no implica sátira, sino que se basa en una interpretación errónea de una fuente de siglo XVI. Este tipo de misa utiliza múltiples voces tomadas de una fuente polifónica para unificar los diferentes movimientos de una misa cíclica. La técnica de la parodia fue la más utilizada de todas en el siglo XVI. Palestrina escribió 51 misas parodia. Se podía utilizar cualquier material de origen sacro o profano en la construcción de una misa de parodia. De hecho, algunas de las canciones eran profanas. Un ejemplo tardío fue la Misa entre vous filles (1581), basada en una canción popular obscena de Clemens non Papa que llevaba por título Entre vous filles de quinze ans ("Ustedes dulces niñas de quince años").